# Loudilové
Loudilové (v originále Fired up!) je americká teenagerská komedie natočena režisérem Willem Gluckem roku 2009. Vypráví o nejlepších kamarádech Shawnovi (Nicholas D'Agosto) a Nickovi (Eric Christian Olsen), kteří milují americký fotbal, ale jejich hlavní zálibou jsou především děvčata.

## Děj
Nick a Shawn jsou nejlepší kamarádi a hvězdy středoškolského fotbalového týmu. V létě se však rozhodnou jet se školním týmem „Tygři“ na tábor pro roztleskávačky místo účasti na fotbalovém soustředění. Proč? Rozhodně ne kvůli roztleskávání. Milují děvčata, holky z jejich školy už je omrzely a chtějí poznat nové. V dívčím táboře je totiž minimum mužského pohlaví a plno krásných holek, takže chlapci jsou zde ve svém živlu. Užívají si, protože díky svým perfektním balicím technikám nemají problém přemluvit krásky ke koupání bez plavek a dalším povedeným kouskům, při kterých dostatečně ukojí své potřeby. Vše jde podle plánu, dokud se Shawn nezamiluje do jejich kapitánky Carly (Sarah Roemer), která je nedobytná, protože od začátku prokoukla jejich záměry a mimo to má přítele. To donutí mládence změnit styl hry, aby Shawn získal svou vysněnou Carly. Nakonec je roztleskávání opravdu začne bavit, dobře se umístí na celotáborové soutěži a vše dobře dopadne.